# Augustówka (Olsztyn)
Augustówka (deutsch Augustthal) war ein Ort in der Stadt Olsztyn (Allenstein), der Hauptstadt der polnischen Woiwodschaft Ermland-Masuren.
Die Ortsstelle von Augustówka liegt im Bereich des Stadtteils Kętrzyńskiego im Osten der Stadt Olsztyn, unmittelbar an der ulica Towarowa, auf der die heutige Landesstraße 51 (ehemalige deutsche Reichsstraße 134) verläuft.
Über das einstige Augustthal liegen nur wenige Belege vor. Es bestand einst aus einem großen Hof, dessen Stelle noch bis zum 14. März 1848 Abbau Thommeck hieß. Als „Gut Augustthal“ wurde es bei der Volkszählung am 1. Dezember 1905 mit zwei Wohngebäuden bei 33 Einwohnern als Wohnplatz der Stadt Allenstein genannt, die bis 1910 zum Kreis Allenstein gehörte und danach kreisfrei war.
Als das gesamte südliche Ostpreußen 1945 in Kriegsfolge an Polen fiel, erhielt Augustthal die polnische Namensform „Augustówka“ und blieb ein Ort innerhalb der Stadt Olsztyn. Bereits in den 1950er Jahren verlor sich seine Spur in den offiziellen Unterlagen. Der Ort gilt als im Stadtteil Kętrzyński aufgegangen.
Kirchlich war Augustthal in die Stadt Allenstein eingegliedert. 